# Georg Sabinus

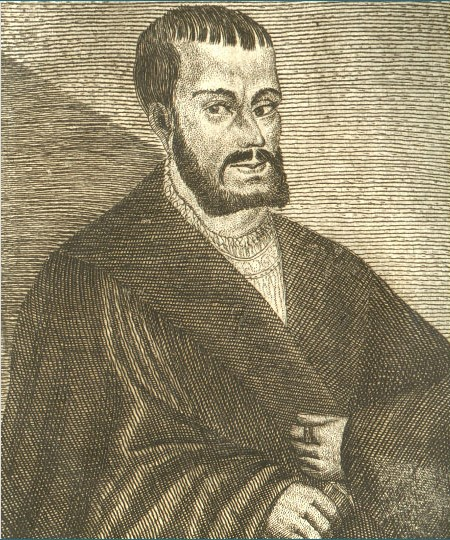
Georg Sabinus. Illustration aus dem Buch Acta Borussica, Litauisches Nationalmuseum.

Georg Sabinus (latinisiert für Georg Schuler; * 23. April 1508 in Altstadt Brandenburg; † 2. Dezember 1560 in Frankfurt an der Oder) war ein deutscher Dichter und Diplomat. Als Professor der Poesie und Beredsamkeit war er Gründungsrektor der Albertus-Universität Königsberg.

## Leben
Georg Sabinus war der Sohn des Bürgermeisters der Altstadt Brandenburg Balthasar Schuler. Nach Besuch der Stadtschule studierte er alte Literatur und Jurisprudenz in Wittenberg von 1523/24 bis 1533. In dieser Zeit nahm er seinen Dichternamen Sabinus an.  Hier hörte er auch Vorlesungen bei Philipp Melanchthon, dem Freund und Mitstreiter von Martin Luther, und verkehrte in dessen Haus. Auf seiner Studienreise 1533/34 nach Italien machte er vor allem einflussreiche Bekanntschaften, denen er auch den Titel „päpstlicher Pfalzgraf“ verdankte. Nach seiner Rückkehr verlobte er sich mit Philipps  und Katharina Melanchthons zwölfjährigen Tochter Anna, die er 1536 heiratete. Die Ehe war nicht glücklich. Nach Annas Tod im Jahr 1547 wurden die Kinder von den Großeltern in Wittenberg aufgezogen.
Nach einem längeren Aufenthalt beim Mainzer Erzbischof Albrecht von Brandenburg wurde er 1538 Professor der Poesie und Beredsamkeit an der  Brandenburgischen Universität Frankfurt.
Am 17. August 1544 konnte Herzog Albrecht I. von Brandenburg-Ansbach seine Universität in Königsberg einweihen und führte als ersten Rektor Georg Sabinus in das Auditorium.
Die Albertina stand von Anfang an unter dem Grundsatz der Freiheit. Sie wurde zur Zufluchtsstätte für in deutschen und europäischen Ländern bedrückte Gläubige. Die ersten Jahrzehnte nach der Gründung verliefen stürmisch. Es kam zum evangelischen Dogmenstreit. Der Herzog setzte die Berufung von Andreas Osiander auf einen theologischen Lehrstuhl – gegen den Wunsch der Fakultät – durch.
Nach Zerwürfnis mit den Professoren und dem Herzog kehrte Sabinus 1555 nach Frankfurt (Oder) zurück und wurde hier Kurfürstlicher Rat und Gesandter. Der brandenburgische Kurfürst Joachim II. schickte ihn mehrfach in diplomatischer Mission ins Ausland. Er legte als Diplomat am polnischen Königshof den Grundstein für die Mitbelehnung der brandenburgischen Hohenzollern mit dem Herzogtum Preußen. Im Jahre 1560 erkrankte er auf einer im Auftrage des Kurfürsten unternommenen Reise nach Italien, kehrte im Winter nach Frankfurt (Oder) zurück und verstarb kurz darauf.
Er war ein zu seiner Zeit bekannter und gesuchter Verfasser von Huldigungsgedichten und Lehrstücken; daneben schrieb er interpretatorische und historische Arbeiten. Im Geiste Ovids verfasste er Elegien und wählte seinen Namen nach dem römischen Dichter Sabinus.

## Werke
- Poemata. 1544 und 1558
- Sabini carmina. Leipzig 1563